# ری کراوفرد
ری کراوفورد (انگلیسی: Ray Crawford؛ زادهٔ ۲۶ اکتبر ۱۹۱۵ در رازول، نیومکزیکو – درگذشتهٔ ۱ فوریهٔ ۱۹۹۶ در لس آنجلس، کالیفرنیا) خلبان آزمایش و تک‌خال، خودشاغل و رانندهٔ مسابقات اتومبیل‌رانی فرمول یک اهل ایالات متحده آمریکا بوذ.

## نتایج کامل در مسابقات جهانی فرمول یک
(کلید)
| سال  | شرکت‌کننده                | شاسی              | موتور          | ۱        | ۲      | ۳        | ۴        | ۵        | ۶        | ۷        | ۸       | ۹      | ۱۰      | ۱۱    | قهرمانی رانندگان | امتیاز |
| ---- | ------------------------ | ----------------- | -------------- | -------- | ------ | -------- | -------- | -------- | -------- | -------- | ------- | ------ | ------- | ----- | ---------------- | ------ |
| ۱۹۵۵ | ری کراوفورد              | کرتیس کرافت ۵۰۰بی | آفنهاوزر ۴-خطی | آرژانتین | موناکو | ۵۰۰ ۲۳   | بلژیک    | هلند     | بریتانیا | ایتالیا  |         |        |         |       | ر.ن.             | ۰      |
| ۱۹۵۶ | ری کراوفورد              | کرتیس کرافت ۵۰۰بی | آفنهاوزر ۴-خطی | آرژانتین | موناکو | ۵۰۰ ۲۹   | بلژیک    | فرانسه   | بریتانیا | آلمان    | ایتالیا |        |         |       | ر.ن.             | ۰      |
| ۱۹۵۷ | ماکیارز میرور / کراوفورد | کرتیس کرافت ۵۰۰جی | آفنهاوزر ۴-خطی | آرژانتین | موناکو | ۵۰۰ ع.ص. | فرانسه   | بریتانیا | آلمان    | پسکارا   | ایتالیا |        |         |       | ر.ن.             | ۰      |
| ۱۹۵۸ | ماکیارز میرور / کراوفورد | کرتیس کرافت ۵۰۰جی | آفنهاوزر ۴-خطی | آرژانتین | موناکو | هلند     | ۵۰۰ ع.ص. | بلژیک    | فرانسه   | بریتانیا | آلمان   | پرتغال | ایتالیا | مراکش | ر.ن.             | ۰      |
| ۱۹۵۹ | ماکیارز میرور / کراوفورد | الدر              | آفنهاوزر ۴-خطی | موناکو   | ۵۰۰ ۲۳ | هلند     | فرانسه   | بریتانیا | آلمان    | پرتغال   | ایتالیا | آمریکا |         |       | ر.ن.             | ۰      |